# Corinna Panzeri
Corinna Panzeri es una deportista italiana que compitió en esgrima, especialista en la modalidad de espada. Ganó dos medallas de bronce en el Campeonato Mundial de Esgrima, en los años 1992 y 1994.

## Palmarés internacional
| Campeonato Mundial | Campeonato Mundial | Campeonato Mundial | Campeonato Mundial |
| Año                | Lugar              | Medalla            | Prueba             |
| ------------------ | ------------------ | ------------------ | ------------------ |
| 1992               | La Habana (Cuba)   | Medalla de bronce  | Espada por equipos |
| 1994               | Atenas (Grecia)    | Medalla de bronce  | Espada individual  |